# Aghla Oudrar
Ksar Aghla Oudrar (en arabe : قصر أغلا أودرار) est un village fortifié dans la province de Zagora, région de Draa-Tafilalet au sud-est du Maroc.

## Localisation
Aghla Oudrar se situe dans la commune de Tamegroute. 